# Dimitrios Markos
Dimitrios Markos, gr. Δημητριος Μαρκος (ur. 13 września 2001) – grecki pływak, olimpijczyk z Tokio 2020. Specjalizuje się w stylu dowolnym, dwukrotny wicemistrz Europy.

## Udział w zawodach międzynarodowych
| Impreza                       | Rok  | Miejsce   | Konkurencja          | Wynik   | Wynik   |
| Impreza                       | Rok  | Miejsce   | Konkurencja          | Czas    | Miejsce |
| ----------------------------- | ---- | --------- | -------------------- | ------- | ------- |
| Igrzyska olimpijskie          | 2020 | Tokio     | 200 m st. dowolnym   | 1:49.16 | 31.     |
| Igrzyska olimpijskie          | 2020 | Tokio     | 800 m st. dowolnym   | 7:58.68 | 26.     |
| Mistrzostwa Europy w pływaniu | 2020 | Budapeszt | 400 m st. dowolnym   | 3:49.22 | 13.     |
| Mistrzostwa Europy w pływaniu | 2020 | Budapeszt | 800 m st. dowolnym   | 8:00.32 | 18.     |
| Mistrzostwa Europy w pływaniu | 2020 | Budapeszt | 4x200 m st. dowolnym | 3:34.81 | 13.     |